# Caccobius dorsalis
Caccobius dorsalis là một loài bọ cánh cứng trong họ Bọ hung (Scarabaeidae).